# تونی دنزا
تونی دَنزا (انگلیسی: Tony Danza؛ زادهٔ april ۲۱, ۱۹۵۱ (۷۳ سال)) هنرپیشه اهل ایالات متحده آمریکا است. وی از سال ۱۹۷۸ میلادی تاکنون مشغول فعالیت بوده‌است.
او تا کنون نامزدِ دریافتِ یک جایزه امی و چهار جایزه گلدن گلوب بوده و یک بار نیز در سال ۱۹۸۸ میلادی، برندهٔ جایزه برگزیده مردم شد.

## گزیدهٔ آثار

### سینما
- دان جان (۲۰۱۳)
- کلاود ۹ (۲۰۰۶)
- تصادف (۲۰۰۴)
- فرشتگان در زمین بیس‌بال (۱۹۹۴)
- میمون رفتن! (۱۹۸۱)
- شوالیه‌های هالیوود (۱۹۸۰)

### تلویزیون
- مرد خانواده (۲۰۰۱)
- پادشاه تپه (۲۰۰۰)